# Kurt-Körber-Gymnasium

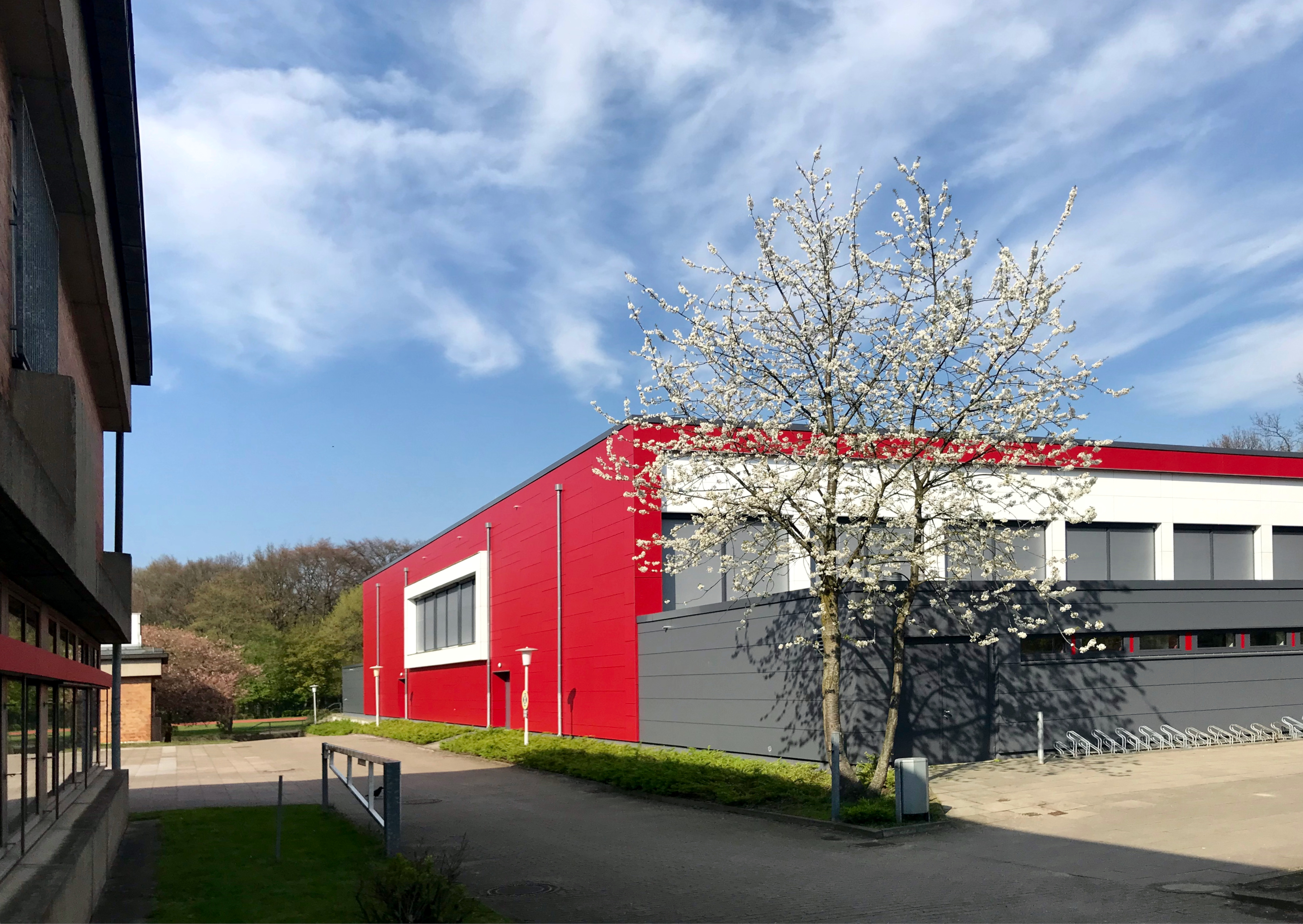
Sporthalle des KKG

Das Kurt-Körber-Gymnasium ist das einzige Gymnasium im Hamburger Stadtteil Billstedt. Das Gymnasium wurde 1968 als Gymnasium Billstedt eröffnet, bezog 1973 den eigenen Neubau und wurde 2007 nach Kurt Körber benannt.

## Geschichte
Die Schule wurde im April 1968 als Gymnasium Billstedt eröffnet, dabei wurden bis zur Fertigstellung des eigenen Schulgebäudes die Räumlichkeiten der Grund- und Hauptschule Archenholzstraße genutzt.
Die Bauarbeiten für den Neubau am Pergamentweg begannen 1968, der Entwurf stammte von Gerd Pempelfort mit Jost Schramm. 1971 war der erste Bauabschnitt fertiggestellt. Das neue Schulgebäude wurde zu Beginn des Schuljahres 1973/74 bezogen. 1977 wurde der zweite Bauabschnitt fertig, 1980 folgte das Oberstufenhaus. Die Schulanlage mit den Gebäuden des ersten und zweiten Bauabschnitts steht unter Denkmalschutz. Von 2013 bis 2014 wurde die Dreifeld-Sportanlage grundsaniert und mit einer neuen Fassade ausgestattet.
Seit August 2005 ist das Gymnasium Billstedt eine Ganztagsschule. Im Jahr 2007 benannte man das Gymnasium nach dem Hamburger Unternehmer und Mäzen Kurt A. Körber in Kurt-Körber-Gymnasium um.  2010 gab es Profilklassen für Musiktheater und Forschendes Lernen. 2011 wurde das Gymnasium als eine von zehn norddeutschen Schulen zur Mathe.Forscher-Schule der Stiftung Rechnen. Das neuartige Konzept des Flipped Classroom wird seit 2011 im Fach Mathematik und Informatik umgesetzt und die Schule wird daher von Lehrern anderer Schulen besucht, die sich darüber informieren möchten. 2011 wurden das vom Medienzentrum der Fakultät für Erziehungswissenschaft, Psychologie und Bewegungswissenschaft an der Universität Hamburg  wissenschaftlich begleitetes Projekt Paducation in Kooperation mit dem Referat Medienpädagogik des Hamburger Landesinstituts für Lehrerbildung und Schulentwicklung und dem Institut für Informationsmanagement Bremen (ifib) gestartet, bei dem 70 Oberstufenschüler mit iPads bis zum Abitur 2013 ausgestattet wurden.  2013 wurde das Kurt-Körber-Gymnasium mit Unterstützung der Körber-Stiftung Hamburgs erste Tablet-Schule im Rahmen des Schulversuchs „Start in die nächste Generation“. Das Gymnasium verfügte 2013 auch über digitale Tafeln.
Seit 2015 bietet die Schulkantine Halal-Fleisch an. Seitdem ist die Zahl der Schüler, die in der Schulmensa essen, stark gestiegen. An der Schule hatten 2017 über 80 % der Schüler einen Migrationshintergrund. Er lag im Schuljahr 2016/17 mit 81,6 % im Schuljahr mehr als doppelt so hoch wie der Durchschnittswert an Hamburger Gymnasien, an denen 37,6 % der Schüler einen Migrationshintergrund hatten. 2017 bestand der Migrationshintergrund der Schüler aus 35 Herkunftsländern.  2018 hat die Wochenzeitung Die Zeit ein Interview mit einer Schülerin und einem Schüler des Kurt-Körber-Gymnasiums und einer Schülerin und einem Schüler des Gymnasiums Blankenese geführt, um die Bildungsunterschiede und finanziellen Unterschiede zwischen den Hamburger Stadtteilen Blankenese und Billstedt darzustellen.
Das Kurt-Körber-Gymnasium ist seit 2019 Kooperationspartner der Ben-Gurion Stiftung und nimmt an dem Partnerschaftsprogramm mit israelischen Schulen teil.

## Pädagogische Angebote
Zu den Nachmittagsangeboten zählen Filmkurs, Computerkurse, eine Schmuckwerkstatt, Babysitter-Kurs, Schach, Hip-Hop und die Musical-AG.
Ferner wird an einem Konzept gearbeitet, sich selbst im Stadtteil mehr zu präsentieren und zu einem Veranstaltungsort für den Stadtteil zu werden.

## Bekannte Ehemalige
- Gesine Dräger (* 1968), Politikerin (SPD), MdHB
- Baris Önes (* 1985), Politiker (SPD), MdHB
- Carola Veit (* 1973), Politikerin (SPD), Bürgerschaftspräsidentin Hamburg
- Kübra Gümüşay (* 1988), Autorin und Netzaktivistin